# Gare d'Herblay
La gare d'Herblay est une gare ferroviaire française de la ligne de Paris-Saint-Lazare à Mantes-Station par Conflans-Sainte-Honorine, située dans la commune d'Herblay-sur-Seine (département du Val-d'Oise).
C'est une gare de la Société nationale des chemins de fer français (SNCF) desservie par les trains de la ligne J du Transilien (réseau Paris-Saint-Lazare). Elle se situe à 19,7 km de la gare de Paris-Saint-Lazare.

## Situation ferroviaire
La gare, établie à l'ouest du centre-ville sur les hauteurs dominant la vallée de la Seine, se situe au point kilométrique 19,714 de la ligne de Paris-Saint-Lazare à Mantes-Station par Conflans-Sainte-Honorine, à 67 m d'altitude.
Elle constitue le cinquième point d'arrêt de la ligne après la gare de La Frette - Montigny et précède la gare de Conflans-Sainte-Honorine.

## La gare

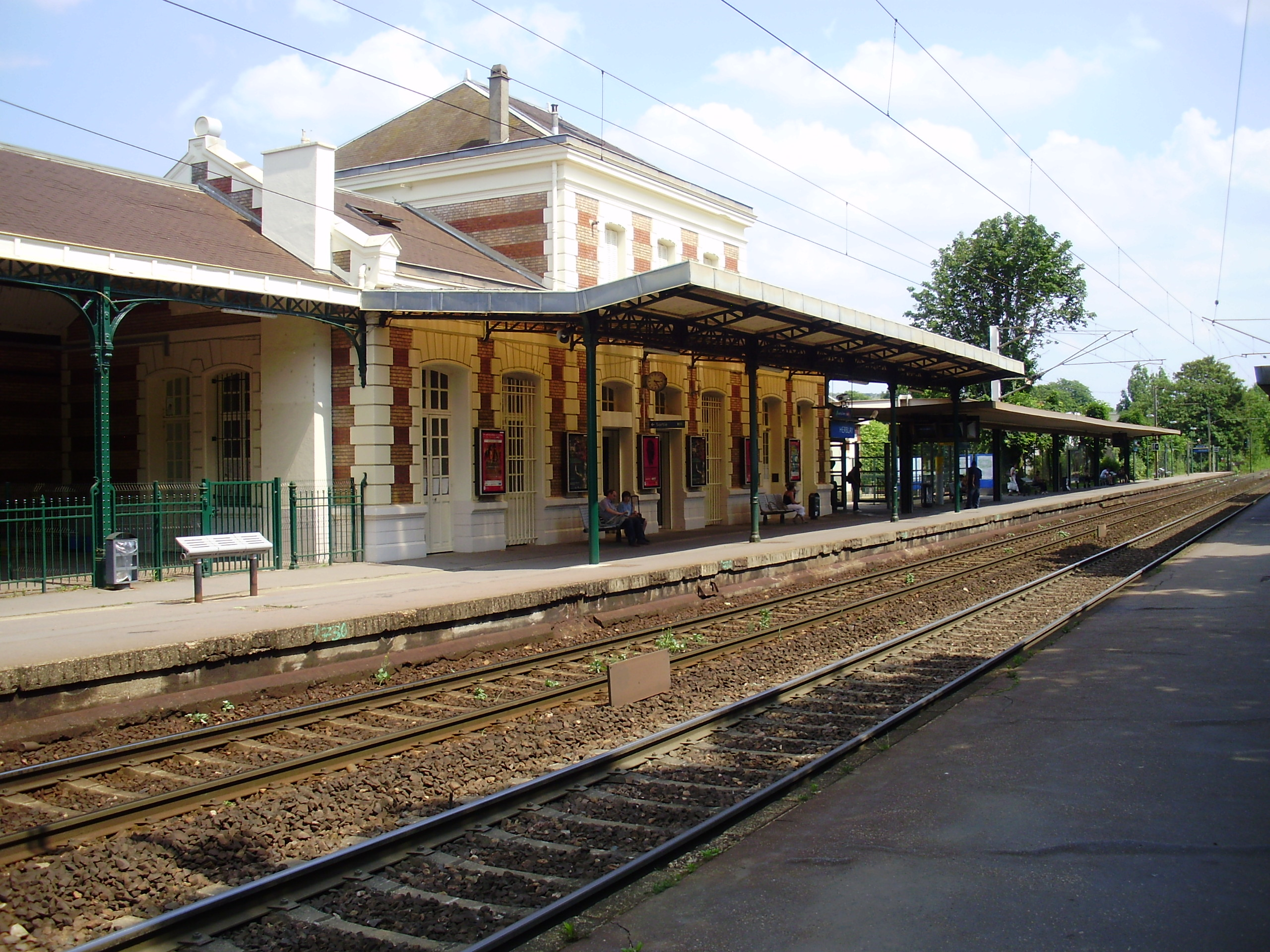
Vue du quai pour Paris

La gare a été inaugurée en 1892 et son centenaire a été célébré en 1992.
Elle est aujourd'hui desservie par les trains du réseau Transilien Paris Saint-Lazare (Ligne J du Transilien).
Depuis le 13 mars 2024, une rampe inclinée permet aux personnes à mobilité réduite d'accéder au quai direction Conflans-Sainte-Honorine.Quant au quai direction Paris, il est accessible depuis la voirie.

## Fréquentation
De 2015 à 2023, les estimations de la SNCF sont les suivantes :
| Année         | 2015      | 2016      | 2017      | 2018      | 2019      | 2020      | 2021      | 2022      | 2023      |
| ------------- | --------- | --------- | --------- | --------- | --------- | --------- | --------- | --------- | --------- |
| Fréquentation | 3 221 262 | 3 342 904 | 3 380 147 | 3 353 417 | 3 341 643 | 1 702 962 | 2 982 632 | 3 356 330 | 3 364 563 |

## Correspondances
La gare est desservie par les lignes 30-07, 30-47, 30-48, 95-20, 95-21 et CitéVal Herblay Sud du réseau de bus Val Parisis et, la nuit, par la ligne N155 du réseau Noctilien.